# Magyar forint
A magyar forint (neve kisbetűvel írandó; jele: Ft, ISO-kódja: HUF, Hungarian forint) 1946. augusztus 1. óta Magyarország hivatalos pénze, törvényes fizetési eszköze, valutája; váltópénze volt a fillér. 2008. február 26-a óta rugalmas árfolyamrendszerben szabadon lebeg.

## Előzmények
Forint nevű pénznemek a középkori Magyar Királyságban és az Osztrák–Magyar Monarchiában is léteztek, illetve a történelem során más országokban is használtak ezeket vagy hasonló nevű pénzeket.

## A forint története

### Stabilizáció a hiperinfláció után
A második világháború után az 1945–46-os években Magyarországon az addig érvényes fizetőeszköz, a pengő a világ eddig ismert legnagyobb inflációja  során teljesen elvesztette értékét. A hiperinflációt követően került sor a stabilizációra és az új magyar forint bevezetésére. 
1945 végétől nyilvánvalóvá vált, hogy az elszabadult infláció, a pénzforgalom dezorganizáltsága súlyosan akadályozza a háború utáni gazdasági élet beindítását. A Magyar Kommunista Párt 1946 májusában reális stabilizációs tervet publikált, kifejtve a megvalósítás módozatait és lehetőségeit is.
A stabilizáció, azaz az új pénz bevezetésének előfeltételei 1946 nyarára kezdtek körvonalazódni. Reális célnak látszott a nemzeti jövedelem  növelése a háború előttinek mintegy felére, és ez megfelelő elosztással fedezhette a minimális fogyasztási szükségleteket.
A mezőgazdasági kilátások javultak a leggyorsabb ütemben: gabonából az 1938. évi termelés 70-80%-ára lehetett számítani, kedvezőek voltak a kapásnövények kilátásai is. A rövidebb életciklusú állatok – sertés, baromfi – tenyésztése gyorsan regenerálódott. (Emiatt a pengő forintra történő átváltási árfolyamában különböző arányokat állapítottak meg meg az élelmiszerek, az iparcikkek és a szolgáltatások esetében.)
Az ipari termelő berendezések jelentős részét sikerült helyreállítani; az ipari termelés értéke 1946 júliusában már a fele volt az 1938. évinek, egyes fontos üzemek termelése már elérte a békebeli 80%-át is.
A kormány az új valuta bevezetésének időpontját augusztus elsejében jelölte meg, fedezeteként a sikeres aratás és a Magyar Nemzeti Bank aranykészletének már megígért visszaadása reményében. A kormányzat minden gazdasági intézkedését a jó pénz megteremtésének rendeltek alá.
A termelési eredmények lehetővé tették az államilag ellenőrzött kötött gazdálkodás bevezetését és a  nagyobb mértékű árukészletek gyűjtését. Importból is jelentős árumennyiséget szereztek be. Felállították az Anyag- és Árhivatalt, majd a szénbányák 1945 végén történt állami kezelésbe vételével megindult a nagy államosítások folyamatának előkészítése is. A Szovjetunió a politikai befolyásának erősítése érdekében könnyítéseket vezetett be a háborús jóvátétel fizetését illetően.
A Magyar Nemzeti Banknak a nyilas kormányzat által elhurcolt aranykészletét, 28,8 tonna aranyat és egyéb értéket 1946. augusztus 6-án szállította vissza az amerikai hadsereg. Ez akkori árfolyamon 374 millió forintnak, illetve 32 millió amerikai dollárnak felelt meg. (2663 darab aranyrúd, egy tonna aranypénz és aranygranulátum formájában.)

### A rendszerváltás után
A forint Magyarország európai uniós csatlakozása után is megmaradt, várhatóan még sokáig forgalomban lesz. Kivonásának időpontja egyelőre még bizonytalan. Az Európai Gazdasági és Monetáris Unióhoz való csatlakozást követően kezdetét veszi a nemzeti bankjegyek és érmék euróra történő cseréje, és a nemzeti devizanemekben vezetett számlák eurószámlákra történő átszámítása kötelezővé válik. Rogán Antal, a Fidesz frakcióvezetője 2015 januárjában kijelentette, hogy az országnak nem szabad bevezetnie az európai valutát.

## Értékének becslése
A forint kibocsátásakor még arany alapú pénz volt. 1 kg arany = 13 210 Ft, azaz 1 Ft = 0,0757 gramm arany. 8.700/1946 (VII.29) M.E. rendelet és a 9000/1946. Értéke az 1927-es pengőhöz viszonyítva: 1 pengő = 3,476 forint. A forint váltópénze a fillér (jele: f) lett, de ez 1999 óta már nincs forgalomban.
A forint értékének és a lakosság fizetőképességének becsléséhez felhasználható az arany ára:
1946-ban 13,21 Ft/g
2010-ben 9360 Ft/g
2020-ban 15600 Ft/g
2023-ban 22006 Ft/g
(Lásd: vásárlóerő-paritás)
A forint aranyfedezetének részaránya kezdetben 25% volt; 1946 decemberére elérte a 33,8%-ot.
Csak becslés szintjén használható a magyar egy főre eső nemzeti jövedelem (GDP):
1946-ban 200 USD/fő
2010-ben 12 840 USD/fő
2022-ben 18 463 USD/fő
Az amerikai dollár árfolyama is változó értékű:
1946-ban az akkori dollár 11,7 forint volt
2017-ben az aktuális dollár 271 forint
2023-ban az aktuális dollár 353 forint
Az aranyparitás 1946 után csak névlegesen valósult meg. A forint 2001-ben vált teljesen konvertibilissé. Az arany helyett az amerikai dollárhoz és az euróhoz viszonyítják az értékét.
A forint árfolyama 1946 és 1952 között kb. két és félszeresére romlott. Ez nagyjából azt jelenti, hogy 1946-ban 680 forintot kellett fizetni ugyanazokért az árucikkekért, amelyek 1950-ben 1000 forintba, 1952-ben 1680 forintba kerültek (eltekintve a fogyasztói kosár változásától ebben az időszakban). 1946-ban

1 kg kenyér 0,96 Ft,

1 kg búzadara 1,40 Ft,

1 kg liszt 1,40 Ft,

1 kg cukor 7,00 Ft,

1 liter kannás tej 0,90 Ft,

1 liter pasztőrözött tej 1,10 Ft,

1 liter benzin 1,60 Ft,

1 levél helyben 0,30 Ft,

1 telefonbeszélgetés 0,60 Ft,

1 csomag cigaretta 2,00 Ft volt
A jegyrendszer 1949. augusztus 31-ig volt érvényben.

1951 elejétől 1951 végéig a legfontosabb élelmiszerekre és néhány más árura újra átmeneti jegyrendszert vezetett be a kormány az előző évi tartós szárazság és az állatállomány csökkenése miatt, amelyhez az erőltetett téeszesítés is hozzájárulhatott.

## Érmék
Az első forintérméket már 1946-ban elkészítették 2, 10, 20 fillér és 1, 2, 5 forint címletekkel. Ezt az érmesort kisebb változtatásokkal és bővítéssel (5 és 50 fillér, 10 és 20 forint) egészen 1989-ig verték. A rendszerváltozás után teljesen új tervezésű 1 forint – 200 forint közötti forgalmi érméket adtak ki, a filléreket pedig 1999-ig fokozatosan kivonták. Az első bicolor érmét, a jelenleg is forgalomban lévő százforintost 1996-ban verték, miután az 1992-ben forgalomba került százas könnyen összekeverhetőnek bizonyult a húszassal mérete és színe megegyezése miatt. 1998-ban kivonták a 200 forintos érmét. 2002 óta minden évben adnak ki forgalmi emlékpénzeket. Kifejezetten a gyűjtők számára vert emlékpénzek színesfémből, ezüstből és aranyból is készülnek.
2008. március 1-jén kivonták a pénzforgalomból az egy- és kétforintos érméket, mivel ezek kicsapódása több milliárdos költséget okozott az évek során a jegybanknak. A nem 0-ra vagy 5-re végződő árakat kerekíteni kell, aminek szabályairól az Országgyűlés törvényt hozott. Eszerint a 0,01 és 2,49 forint közötti árakat 0-ra, a 2,5 felettieket 5-re kell kerekíteni, míg az 5,01 és 7,49 forint közöttieket is 5-re, a 7,5 felettieket pedig a következő 0-ra. A pénztárgépeket és más szoftvereket nem készítették fel erre, mert számítások szerint 25 milliárd forint költséget jelentene az átállás, ehelyett a számításokat fejben kell elvégezni, a számlákon pedig a pontos összeg szerepel.
A 200 forintos érmét 2009. június 15-én újra bevezették, ezúttal bicolor formában, miután az 1998-as kétszázas bankjegy a forgalomba kerülése óta megugrott infláció miatt elértéktelenedett.
2018. december 31-én a forgalomban lévő érmék az alábbi százalékban oszlottak meg darabszám szerint: 5 forintos 33,29%, 10 forintos 20,5%, 20 forintos 17,95%, 50 forintos 9,75%, 100 forintos 10,33%, 200 forintos 8,18%.

## Bankjegyek
A jelenleg forgalomban lévő bankjegyeket Vagyóczky Károly grafikusművész tervezte. Papírjuk a Diósgyőri Papírgyárban készül. Méretük egységesen 154 mm x 70 mm. Minden bankjegyen megtalálható jelzések:
- előoldalon: értékjelzések, MAGYAR NEMZETI BANK felirat, hitelesítő aláírások, Magyarország címere, híres történelmi személy arcképe
- hátoldalon: értékjelzések, illeszkedőjel, csökkent látóképességűek számára kialakított jel, az előoldalon látható történelmi személyhez kapcsolódó helyszín, festmény

A bankjegysorozat első tagját, a 200 forintos bankjegyet 2009. november 15-én kivonták a forgalomból.
2014-ben bejelentették a pénzjegykészlet cseréjét. 2019-ig meg is valósult mind a hat bankjegycímlet megújítása, mellyel egyetemben a régieket 2019 végéig bevonták.
2018. december 31-én a forgalomban lévő bankjegyek az alábbi százalékban oszlottak meg darabszám szerint: 500 forintos 8,29%, 1000 forintos 11,94%, 2000 forintos 4,67%, 5 000 forintos 5,49%, 10 000 forintos 31,31%, 20 000 forintos 38,3%.

## Érdekességek
- A horvát kétkunás érme és a magyar tízforintos érme súlyra, alakra hasonló volt, emiatt a horvátországi parkolóautomaták összetévesztették őket. A horvát parkolási cég vezetőjének elmondása szerint többször találtak ilyen magyar érméket az automatákban.[17]
- A fehérorosz rubel egy korábbi, mára kivont és értéktelennek számító sorozata azonos címletekkel bírt, mint a jelenleg forgalomban levő 500-as, 1000-es, 5000-es és 10000-es magyar forintbankjegyek. Ezt kihasználva a mai napig vernek át csalók külföldieket, akik kevésbé ismerik a magyar fizetőeszközt. A külföldi személyek csak a címleteket nézik, ez pedig lehetőséget kínál a bűnözőknek, hogy magyar forintnak hazudva adjanak el nekik fehérorosz rubelt euróért vagy más értékesebb külföldi valutáért.[18][19][20] Más esetekben magyar forint közé keverik a fehérorosz rubelt, így jóval kevesebb forintot adnak a felváltani szándékozott külföldi valutáért.[21]
- 2014 decemberében a magyar sajtó arról cikkezett, hogy a tervek szerint 3 éven belül kivonták volna az ötforintos érmét, az 500 forintos bankjegyet pedig érme váltotta volna fel.[22] A Magyar Nemzeti Bank még aznap cáfolta ezeket az információkat.[23]